# Sabot de Denver
 (février 2019).
Si vous disposez d'ouvrages ou d'articles de référence ou si vous connaissez des sites web de qualité traitant du thème abordé ici, merci de compléter l'article en donnant les références utiles à sa vérifiabilité et en les liant à la section « Notes et références ».

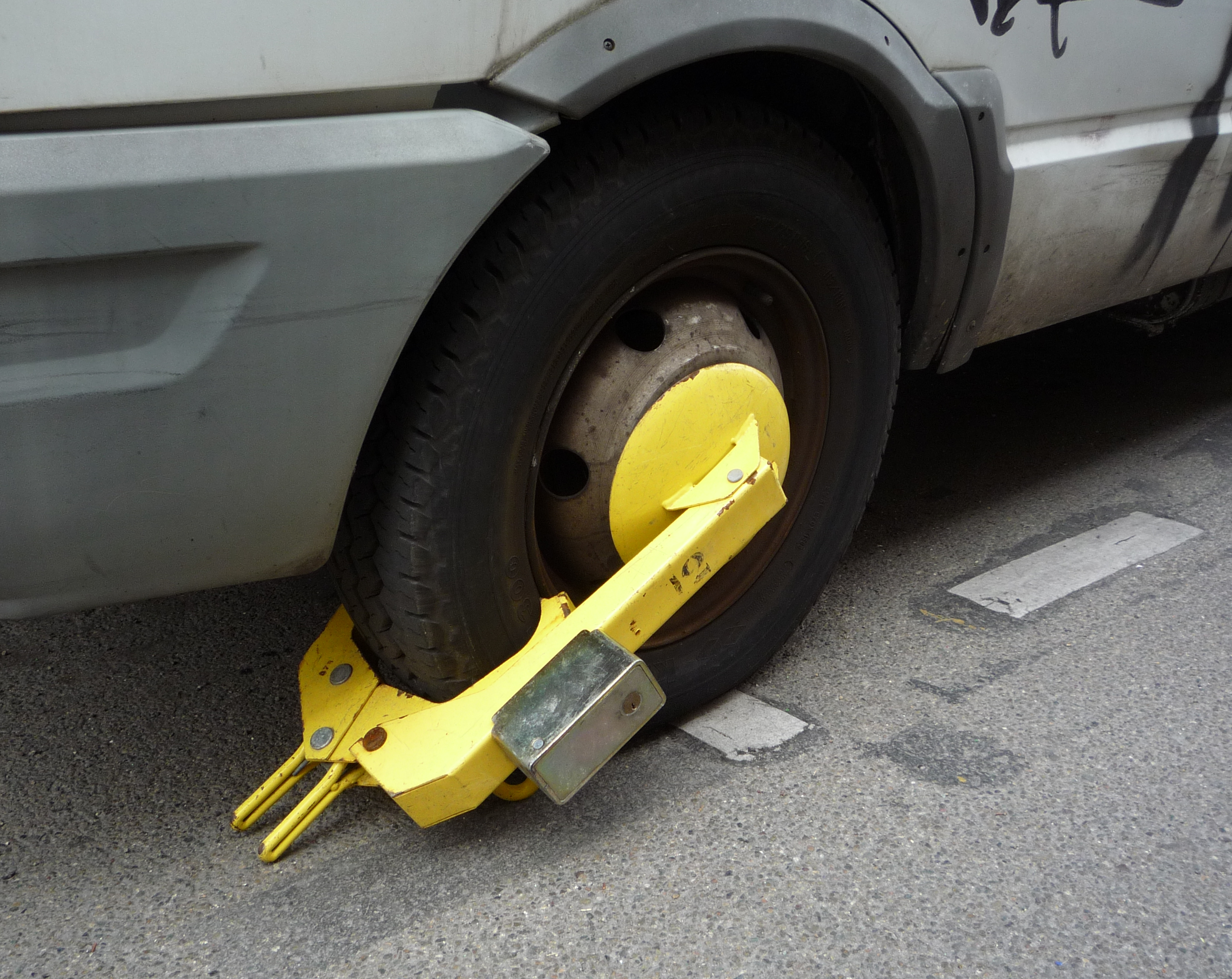
Sabot de Denver à Paris.

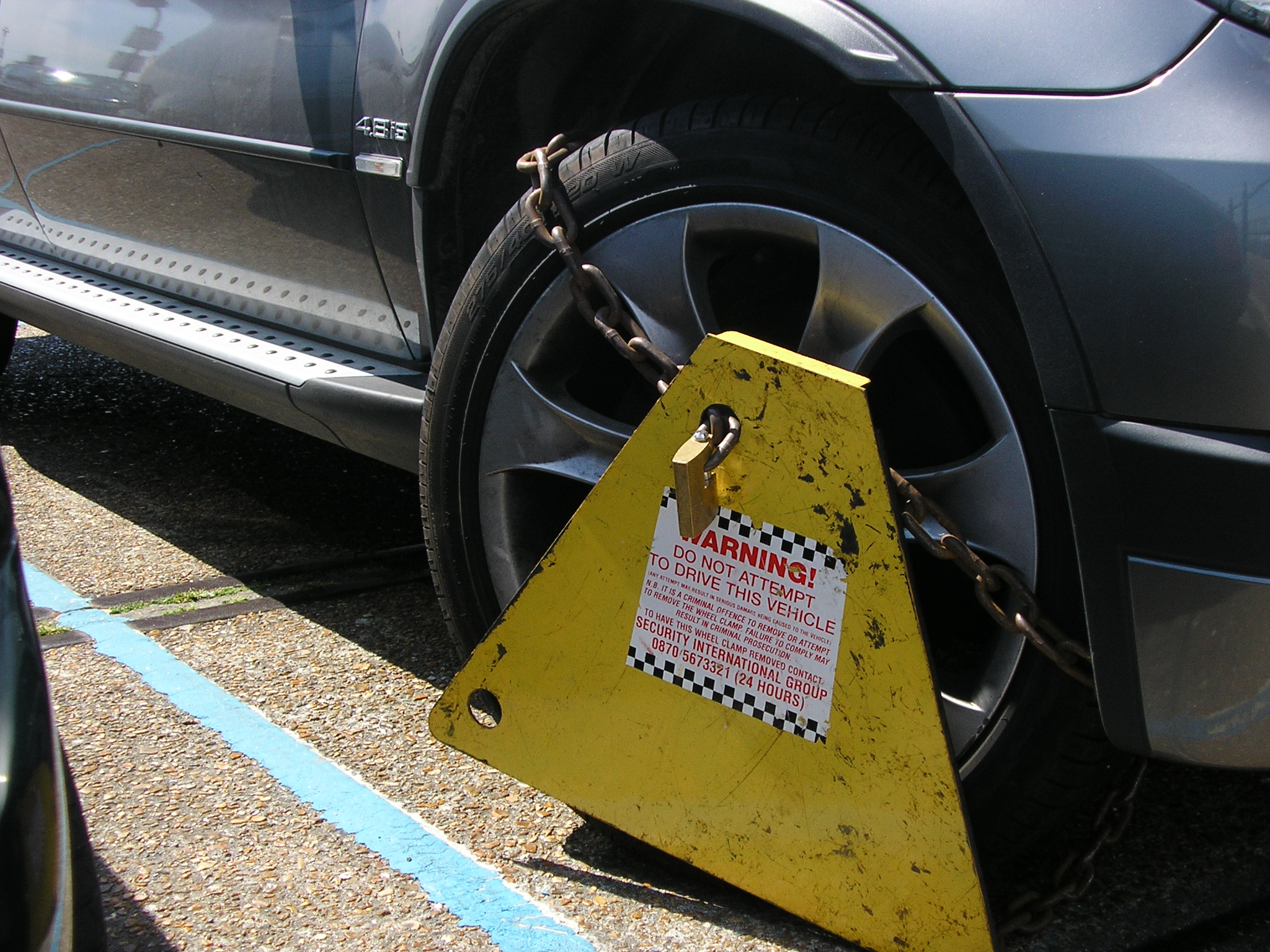
Sabot de Denver en usage au Royaume-Uni.

Un sabot de Denver est un dispositif conçu pour empêcher un véhicule de circuler. 
Dans sa forme la plus commune, c'est une forme de pince entourant la roue du véhicule de telle sorte que l'un et l'autre soient inamovibles. Ce dispositif est souvent utilisé à des fins de sécurité, pour éviter qu'un véhicule, une remorque ou une caravane ne soit volé. Il peut aussi être utilisé par les forces de police au lieu d'enlever le véhicule.
Le nom de cet objet provient de la ville de Denver aux États-Unis qui fut la première à mettre en œuvre ce système.